# David Smétanine
David Smétanine, né le 21 octobre 1974 à Grenoble, est un nageur paraplégique grenoblois qui a remporté le 7 septembre 2008 la première médaille d'or française des Jeux paralympiques de Pékin sur le 100 mètres nage libre en 1 min 24 s 47. À égalité avec l'athlète Assia El'Hannouni, il revient de ces jeux avec le plus important palmarès de la délégation française : deux médailles d'or et deux médailles d'argent (il est aussi détenteur de quatre records d'Europe sur 50, 100 et 200 mètres nage libre et 50 mètres dos). Il est également détenteur de 155 titres de champion de France.

## Palmarès international
- Une médaille de bronze aux Jeux paralympiques d'été de 2004 d'Athènes sur 50m nage libre
- Deux fois vice-champion du monde à Durban en 2006 sur 100m et 200m nage libre
- Une médaille d'or et deux médailles d'argent aux Jeux paralympiques d'été de 2008 à Pékin
- Trois médailles d'or au Championnat d'Europe de Reykjavik en 2009 sur 50 Dos, 50 & 100 Libre et une médaille d'argent sur 200m nage libre
- Triple champion du Monde 2010 à Eindhoven, NDL sur 50, 100 et 200 nage libre
- Quadruple vice champion d’Europe sur 50m, 100m, 200m nage libre et 50m dos, et médaillé de bronze avec le relais 4x50m nage libre à Berlin en 2011
- Deux médailles d'argent sur 50m nage libre et 200m nage libre et une médaille de bronze sur 100m nage libre dans la catégorie S4 aux Jeux paralympiques d'été de 2012 à Londres
- Médaille de bronze sur 50m nage libre aux championnats du monde 2013 à Montréal (blessé)
- Vice-champion d'Europe sur 100m nage libre à Eindhoven en 2014 (blessé)
- Deux médailles de bronze sur 50m nage libre et 100m nage libre S4 aux championnats du monde de Glasgow en 2015
- Deux médailles d'argent sur 50m nage libre et 200m nage libre aux championnats d'Europe à Funchal, Portugal en 2016
- Médaille d'argent sur 50 m nage libre S4 aux Jeux paralympiques d'été de 2016 à Rio
- Médaille de bronze sur 50m et 100m nage libre S4 aux championnats d’Europe 2018 à Dublin.

## Autre(s) activité(s)
David Smetanine a été élu au sein de l'IPC (International Paralympic Committee) qui est l'équivalent du CIO chez les valides. À ce titre, il s'engage pour le développement et la médiatisation du handisport. Ancien Conseiller régional à la région Rhône-Alpes et ancien Conseiller spécial du DGS de la ville de Grenoble, il est aujourd’hui Ambassadeur du sport en Isère et de la sécurité routière pour le Préfet de l’Isère.
En 2010, il annonce sa candidature sur la liste du Parti socialiste pour les élections régionales de 2010. Il est élu en figurant en 3e position sur la liste PS iséroise.
Il est aussi le parrain et président d'honneur de l'association Fondation Handisport David Smétanine situé au Cameroun. 
C'est une association laïque et apolitique à caractère humanitaire et sportif pour personnes handicapées, elle a pour objet :
-  L’aide solidaire à toutes les personnes en situation de handicap
- La promotion de la dignité, des droits des personnes à mobilité réduite, ainsi que la promotion de la notion de citoyenneté en leur sein
- La  promotion du sport et des activités socioculturelles pour personnes handicapées. 
En 2014, il est consultant pour les Jeux paralympiques de Sotchi pour France Télévisions.
Il est aussi le parrain du comité Miss/Mister Handi France depuis mai 2015 
Concours œuvrant dans la reconnaissance des personnes handicapées par le biais de défilés et autres actions.
Il participe à l'émission "Regarde-moi, un silence pour tout se dire" du 22 février 2018 sur TFX pour rencontrer l'homme qui lui a sauvé la vie en septembre 1995

## Décoration
- Chevalier de la Légion d'honneur[6]
- Chevalier de l’ordre National du Mérite